# Киселевський Іван Платонович
Іван Платонович Киселе́вський (рос. Иван Платонович Киселевский; нар. 19 січня 1839 — пом. 22 квітня 1898, Київ) — російський театральний актор.

## Біографія
Народився 7 [19] січня 1839 року. Закінчив Морський кадетський корпус. Працював мировим посередником Петергофського повіту і старшим нотаріусом курського окружного суду.
З 1873 року грав на провінційних сценах, впродовж 1879—1883 років — в Санкт-Петербурзі, потім в 1884—1888 і 1890—1893 роках в Москві в театрі Корша; неодноразово приїжджав з приватними трупами в Санкт-Петербург. Протягом 1894—1898 років — актор київського Театру «Соловцов».
Помер в Києві 22 квітня 1898 року. Був похований на Митрофаніївському кладовищі Санкт-Петербурга. В 1936 році поховання перенесено в Некрополь майстрів мистецтв.

## Ролі
Виконував ролі трагіків і драматичних резонерів. Серед них:
- Шабельский («Іванов» Антона Чехова, Театр Корша);
- Скалозуб («Лихо з розуму» Олександра Грибоєдова);
- Ополе («Старий пан»);
- Діковський («Блукаючі вогні»);
- Телятєв, Нещасливцев, Вишневський («Скажені гроші», «Ліс», «Тепленьке місце» Олександра Островського);
- Кречинський («Весілля Кречинського» Олександра Сухово-Кобиліна);
- Митрич («Влада темряви» Льва Толстого).